# Adler Planetarium
Het Adler Planetarium and Astronomy Museum in Chicago (Illinois) was het eerste planetarium In de VS en is het oudste nog bestaande planetarium. Het Adler werd in 1930 gebouwd door filantroop Max Adler, met hulp van de eerste directeur van het planetarium, Philip Fox. Door de ligging op het Northerly Island maakt het deel uit van de Museum Campus Chicago, samen met het Shedd Aquarium en het Field Museum of Natural History. In 1987 werd het tot National Historic Landmark verklaard.
Het Adler is het enige museum ter wereld met twee volledige planetariumtheaters. Sinds de opening in 1930 kunnen bezoekers representaties van de sterrenhemel zien in het historische Sky Theater-planetarium, waarvan de koepel van buitenaf te zien is.